# Haritalopha biparticolor
Haritalopha biparticolor är en fjärilsart som beskrevs av George Francis Hampson 1895. Haritalopha biparticolor ingår i släktet Haritalopha och familjen nattflyn. Inga underarter finns listade i Catalogue of Life.